# Saint-Florentin, Yonne
Saint-Florentin är en kommun i departementet Yonne i regionen Bourgogne-Franche-Comté i norra Frankrike. Kommunen ligger i kantonen Saint-Florentin som tillhör arrondissementet Auxerre. År 2022 hade Saint-Florentin 4 230 invånare.

## Befolkningsutveckling
Antalet invånare i kommunen Saint-Florentin
| Referens: INSEE |